# Recinto amurallado de Tuéjar

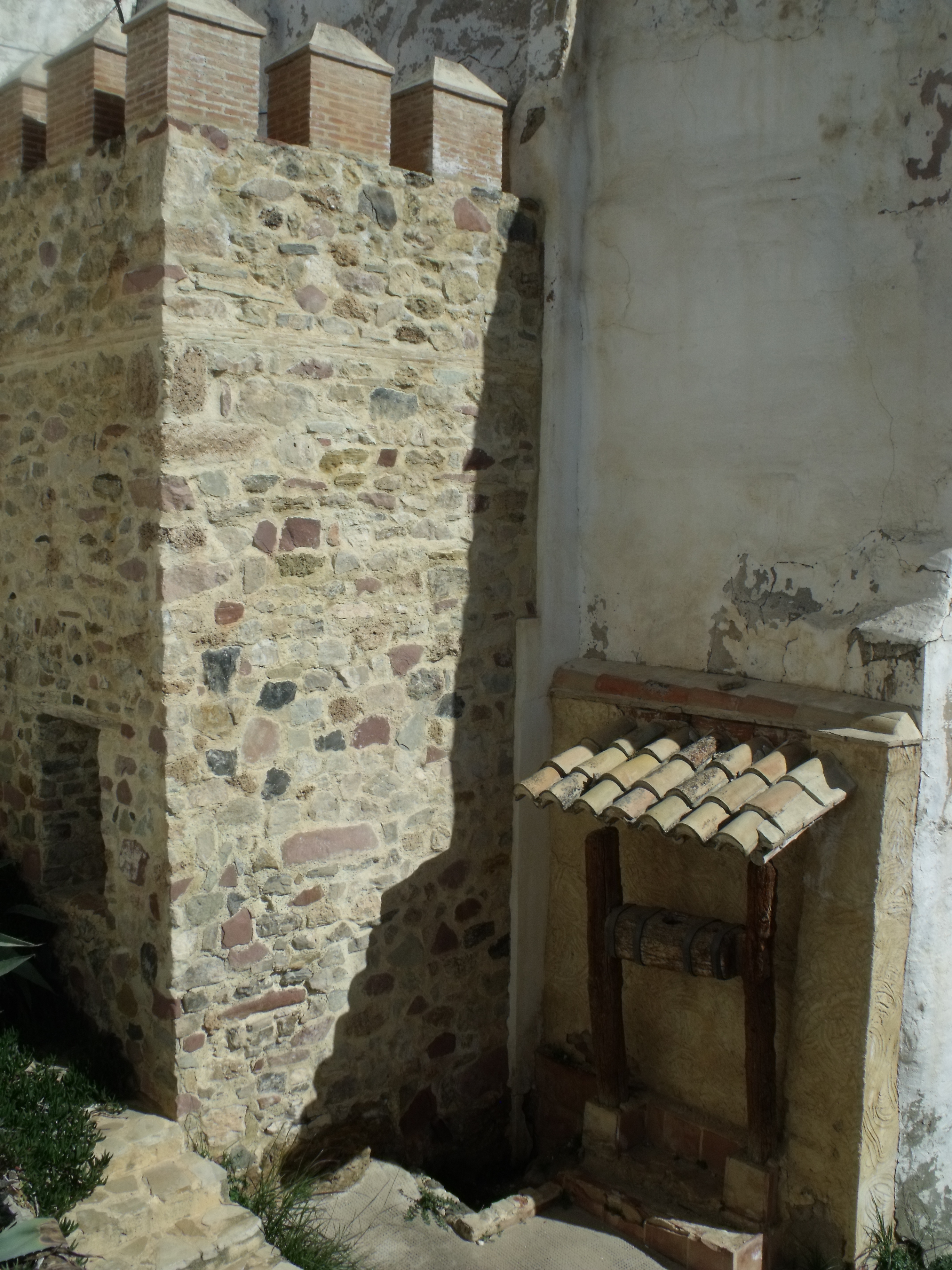
El Cubo, parte del recinto amurallado de Tuéjar

El Recinto amurallado de Tuéjar es un bien de interés cultural compuesto por los elementos que subsisten de las murallas de Tuéjar (Valencia).
Fue declarado BIC el 28 de noviembre de 2005, con anotación ministerial R-I-51-0011541.
Tuéjar ya estaba dotada de murallas en 1370, cuando su carta puebla instruyó la expulsión extramuros de los habitantes moriscos, quedando el núcleo interior habitado solo por cristianos viejos.
El recinto amurallado se encuentra al pie del cerro donde se encuentra el Castillo de Tuéjar. Los lienzos de las murallas se encuentran confundidos entre los edificios de la población, formando parte de los mismos. Por ello existe el peligro de su desaparición al renovarse las edificaciones que contienen elementos de las antiguas murallas.
Se distinguen dos de los portales de entrada, uno junto a la calle Calvario, donde se conserva una de las torres del portal, y otro en la calle llamada Portal de los Santos, donde se aprecia una de las dos torres que fortificaban el acceso, habiéndose demolido una de ellas a finales del siglo XX. Este acceso mantiene un arco y en cada uno de sus lados conserva un retablo con azulejos con las imágenes de San José (del siglo XVIII) y San Roque (originalmente también del XVIII, destruido durante la Guerra Civil y restituido posteriormente), de ahí su nombre de Portal de Los Santos. Según la tradición oral de la población y los vestigios que se aprecian en el edificio, fue una antigua iglesia fortificada, ya que se encontraba junto al portal de acceso al recinto.
Se ha descubierto un torreón abovedado destinado a aljibe. Así mismo se aprecian restos de sillerías y de edificaciones con indicios de fortificación. Se ha delimitado un entorno que se supone que incluye la ubicación del recinto amurallado a los efectos de su futura identificación. En este recinto se encuentra un edificio sito en el que conserva en planta baja dos arcos apuntados que podrían indicar el uso de dicho edificio para lonja en planta baja y edificio municipal en la planta superior, respondiendo a una tipología de edificio público medieval muy extendido en la Comunidad Valenciana.